# Soltîsî, Mostîska
Soltîsî (în ucraineană Солтиси) este un sat în comuna Zaveazanți din raionul Mostîska, regiunea Liov, Ucraina.

## Demografie
Componența lingvistică a localității Soltîsî
     Ucraineană (100%)
Conform recensământului din 2001, toată populația localității Soltîsî era vorbitoare de ucraineană (100%).